# A Ferencvárosi TC 2009–2010-es szezonja
A Ferencvárosi TC 2009–2010-es szezonja szócikk a Ferencvárosi TC első számú férfi labdarúgócsapatának egy idényéről szól, mely összességében a 106. idénye volt a csapatnak a magyar első osztályban. A klub fennállásának ekkor volt a 111. évfordulója.
A csapat a 2008–2009-es magyar labdarúgó-bajnokság másodosztályának keleti csoportjában az első helyen végzett, így a következő szezonban az első osztályban szerepelhetett ismét. A szezon 2009. július 6-án kezdődött el, egy Sheffield FC elleni felkészülési találkozóval és 2010. május 22-én fejeződött be a Budapest Honvéd elleni bajnoki mérkőzéssel. Az együttes a nemzeti bajnokság 7. helyén végzett. Lipcsei Péter ebben a szezonban játszotta utolsó mérkőzését a Ferencváros színeiben és hagyta abba a profi labdarúgást.

## A szezon eseményei

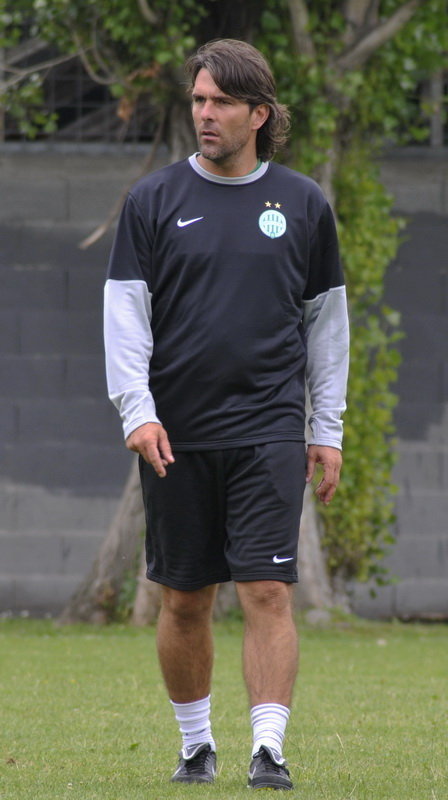
Lipcsei Péter

Az újra első osztályban szereplő csapat első bajnoki mérkőzését a 2. fordulóban játszotta a Zalaegerszeg ellen, mivel az első fordulóban vívandó összecsapását a Szombathelyi Haladással későbbre halasztották, ugyanis a Hali a nemzetközi porondon szerepelt. Az ősi rivális Újpest elleni, 11 000 néző előtt lezajlott őszi összecsapáson 1–2-es vereséget szenvedett a csapat. A Ferencváros eddigi szereplése szurkolói és igazgatótanácsi elégedetlenséget váltott ki, így Bobby Davisont leváltották, a szakmai feladatok ellátásával a Csató Sándor – Craig Short kettőst bízták meg. (Csató Sándor Craig Short segítője lett.) 2009. október 31-én, a Diósgyőr elleni NBI-es találkozón ült le először Craig Short a kispadra. A hazai pályán rendezett meccs a 68. percben, nézőtéri rendbontás miatt, 1–3-as állásnál félbeszakadt. 0–3-mal a Diósgyőr szerezte meg a három bajnoki pontot. Érvényben maradt Tóth Bence gólja. A történtek következménye az lett, hogy a klub 3 következő otthon játszott bajnoki mérkőzésének zárt kapuk mögött kellett megtörténnie, valamint 3 000 000 Ft pénzbüntetést is kirótt az MLSZ Fegyelmi Bizottsága a Fradira. Az őszi bajnoki szezont gól nélküli döntetlennel fejezte be a hazai pályán, zárt kapuk mögött rendezett mérkőzésen játszó Ferencváros.
A tavaszi szezon rajtja előtt változás történt a csapatvezetésben. Tuboly Frigyes vette át a vezetőedzőséget – igaz csak papíron – a Craig Short, Ron Reid párostól, akik nem rendelkeztek pro licences papírokkal. A valóságban azonban az irányítás továbbra is az angolok kezében maradt.
Az FTC a tavaszi szezon első fordulójában 2–1-es győzelmet aratott a Szombathelyi Haladás ellen. A 25. forduló rangadóján 0–1-es vereség született az Albert Flórián Stadionban az Újpest elleni meccsen.
A zöld-fehér alakulat végül a nemzeti bajnokság 7. helyén végzett.
A fiúk a magyar kupában a 3. fordulóban léptek pályára először, amely egyben az utolsó is volt számukra ebben a megmérettetésben, ugyanis 0–2-re kikaptak az MTK Budapest II-től és kiestek.
A ligakupában a csoportmérkőzések során az A csoportban az első helyen végeztek. A középdöntő B csoportjában az utolsó helyre kerültek.
Lipcsei Péter ebben a szezonban játszotta utolsó, 648. mérkőzését a Ferencváros színeiben és hagyta abba a profi labdarúgást. Ezzel megelőzte az addigi csúcstartó Dr. Sárosi Györgyöt. Így ő lett az egyesület történetében a legtöbbször pályára lépő játékos.

## Mérkőzések
| Színmagyarázat | Színmagyarázat |
| -------------- | -------------- |
|                | Győzelem.      |
|                | Döntetlen.     |
|                | Vereség.       |

### Felkészülési mérkőzések
| 2009. július 6. 20:30 |

| Sheffield FC | 1 – 5   | Ferencváros                                           |
| ------------ | ------- | ----------------------------------------------------- |
| Senior 22'   | (1 – 3) | Lowton 29' Pölöskey 33' Shaw 40' Tóth 68' Ashmore 87' |

| Coach and Horses Ground, Dronfield Nézőszám: 1 500 |

| 2009. július 8. 20:30 |

| Lincoln City FC | 0 – 0   | Ferencváros |
| --------------- | ------- | ----------- |
|                 | (0 – 0) |             |

| Sincil Bank Stadion, Lincoln Nézőszám: 3 000 |

| 2009. július 11. 16:00 |

| Barnsley FC                          | 3 – 2   | Ferencváros          |
| ------------------------------------ | ------- | -------------------- |
| Bogdanović 44' Odejayi 73' Sodje 83' | (1 – 0) | Kulcsár 55' Shaw 87' |

| Oakwell, Barnsley Nézőszám: 5 000 |

| 2009. július 14. 19:00 |

| Ferencváros | 0 – 2   | Hertha BSC                        |
| ----------- | ------- | --------------------------------- |
|             | (0 – 2) | Santos 16' Kačar 24' Piszczek 42' |

| Albert Flórián Stadion, Budapest Nézőszám: 5 000 |

| 2010. január 27. |

| Málta U21 | 0 – 1   | Ferencváros |
| --------- | ------- | ----------- |
|           | (0 – 1) | Elding 20'  |

| Málta |

| 2010. január 28. |

| Mosta FC | 0 – 2   | Ferencváros         |
| -------- | ------- | ------------------- |
|          | (0 – 2) | Rósa 14' Elding 28' |

| Málta |

- A mérkőzés egy félideig tartott.

| 2009. január 28. |

| Ħamrun Spartans FC | 0 – 0   | Ferencváros |
| ------------------ | ------- | ----------- |
|                    | (0 – 0) |             |

| Málta |

- A mérkőzést egy félidősre tervezték, azonban a 26. percben félbeszakadt.

| 2010. január 30. |

| Gozo XI | 1 – 8   | Ferencváros                                                         |
| ------- | ------- | ------------------------------------------------------------------- |
|         | (0 – 3) | Ferenczi 5' 30' 53' Tóth 42' Elding 47' Vass 65' Jang 75' Mamić 85' |

| Gozo |

| 2010. február 2. |

| Sliema Wanderers FC | 0 – 1   | Ferencváros  |
| ------------------- | ------- | ------------ |
|                     | (0 – 1) | Ferenczi 42' |

| Málta |

### Soproni Liga 2009–10

#### Őszi fordulók
| 1. forduló 2009. augusztus 26. 19:00 |

| Haladás                                    | 0 – 0               | Ferencváros |
| ------------------------------------------ | ------------------- | ----------- |
| Nagy 27' Guzmics 49' Irhás 77' Kenesei 87' | (0 – 0) Jegyzőkönyv | Balog 81'   |

| Rohonci úti stadion, Szombathely Nézőszám: 9 000 Játékvezető: Kassai Viktor (magyar) |

- Elhalasztott mérkőzés.

| 2. forduló 2009. augusztus 1. 20:00 |

| Ferencváros                                                    | 4 – 1               | Zalaegerszegi TE                    |
| -------------------------------------------------------------- | ------------------- | ----------------------------------- |
| Shaw 15' Dragóner 34' 12' Pölöskey 78' 86' Adnán 23' Fitos 36' | (2 – 1) Jegyzőkönyv | Máté 45' 20' Panikvar 66' Sluka 88′ |

| Albert Flórián Stadion, Budapest Nézőszám: 9 000 Játékvezető: Solymosi Péter (magyar) |

| 3. forduló 2009. augusztus 7. 19:00 |

| Nyíregyháza Spartacus                          | 3 – 1               | Ferencváros                   |
| ---------------------------------------------- | ------------------- | ----------------------------- |
| Dosso 14' Honma 33' 65' Miskolczi 30' Kiss 84' | (2 – 0) Jegyzőkönyv | Wedgbury 54' 34' Dragóner 68' |

| Nyíregyháza Városi Stadion, Nyíregyháza Nézőszám: 8 000 Játékvezető: Arany Tamás (magyar) |

| 4. forduló 2009. augusztus 15. 20:00 |

| Ferencváros                        | 1 – 1               | Paksi FC                                    |
| ---------------------------------- | ------------------- | ------------------------------------------- |
| Ashmore 48' Wedgbury 26' Balog 73' | (0 – 0) Jegyzőkönyv | Lisztes 69' Nikolov 21' Böde 51' Tököli 86' |

| Albert Flórián Stadion, Budapest Nézőszám: 7 000 Játékvezető: Szabó Zsolt (magyar) |

| 5. forduló 2009. augusztus 21. 19:00 |

| Vasas                                         | 3 – 2               | Ferencváros                    |
| --------------------------------------------- | ------------------- | ------------------------------ |
| Divić 38' Lázok 49' 66' Remili 23' Laczkó 45' | (1 – 0) Jegyzőkönyv | Rósa 53' Martínez 62' Wolfe 6' |

| Illovszky Rudolf Stadion, Budapest Nézőszám: 3 500 Játékvezető: Bede Ferenc (magyar) |

| 6. forduló 2009. augusztus 29. 17:30 |

| Kaposvári Rákóczi | 0 – 0               | Ferencváros              |
| ----------------- | ------------------- | ------------------------ |
|                   | (0 – 0) Jegyzőkönyv | Wedgbury 52' Ashmore 65' |

| Rákóczi Stadion, Kaposvár Nézőszám: 5 000 Játékvezető: Iványi Zoltán (magyar) |

| 7. forduló 2009. szeptember 13. 17:30 |

| Ferencváros                                                            | 2 – 1               | MTK Budapest                                                 |
| ---------------------------------------------------------------------- | ------------------- | ------------------------------------------------------------ |
| Ferenczi 30' 34' Rósa 36' Ashmore 8' Kulcsár 35' Morrison 38' Tóth 67' | (2 – 0) Jegyzőkönyv | Lencse 54' Pátkai 29' Rodenbücher 51' Pintér 71' Hidvégi 87' |

| Albert Flórián Stadion, Budapest Nézőszám: 8 000 Játékvezető: Andó-Szabó Sándor (magyar) |

| 8. forduló 2009. szeptember 20. 17:30 |

| Debreceni VSC                         | 2 – 1               | Ferencváros                                                          |
| ------------------------------------- | ------------------- | -------------------------------------------------------------------- |
| Szakály 51' Coulibaly 72' Komlósi 60' | (0 – 1) Jegyzőkönyv | Ferenczi 20' 44' Ashmore 60' Morrison 66' Pisanjuk 86' Megyeri 90+1′ |

| Oláh Gábor utcai stadion, Debrecen Nézőszám: 8 500 Játékvezető: Solymosi Péter (magyar) |

| 9. forduló 2009. szeptember 25. 19:00 |

| Ferencváros            | 2 – 2               | Videoton                                    |
| ---------------------- | ------------------- | ------------------------------------------- |
| Ferenczi 67' Wolfe 88' | (0 – 1) Jegyzőkönyv | Polonkai 36' Sitku 60' Lázár 68' Farkas 72' |

| Albert Flórián Stadion, Budapest Nézőszám: 7 000 Játékvezető: Bede Ferenc (magyar) |

| 10. forduló 2009. október 3. 17:30 |

| Újpest                                   | 2 – 1               | Ferencváros                       |
| ---------------------------------------- | ------------------- | --------------------------------- |
| Kabát 43' Rajczi 88' Tóth 34' Takács 78' | (1 – 1) Jegyzőkönyv | Fitos 42' Balog 45' Alcántara 67' |

| Szusza Ferenc Stadion, Budapest Nézőszám: 11 000 Játékvezető: Kassai Viktor (magyar) |

| 11. forduló 2009. november 4. 19:00 |

| Ferencváros                | 1 – 0               | Győri ETO    |
| -------------------------- | ------------------- | ------------ |
| Ferenczi 43' Kulcsár 90+2' | (1 – 0) Jegyzőkönyv | Stanišić 55' |

| Albert Flórián Stadion, Budapest Nézőszám: 0 Játékvezető: Iványi Zoltán (magyar) |

- Elhalasztott mérkőzés. A mérkőzést a Magyar Labdarúgó-szövetség (MLSZ) döntésének értelmében zárt kapuk mögött rendezték.

| 12. forduló 2009. október 24. 17:30 |

| Kecskeméti TE                                           | 3 – 1               | Ferencváros                                 |
| ------------------------------------------------------- | ------------------- | ------------------------------------------- |
| Litsingi 27' 64' 65' Montvai 54' Csordás 53' Farkas 69' | (1 – 0) Jegyzőkönyv | Ferenczi 60' Shaw 45' Balog 49' Kulcsár 59' |

| Széktói Stadion, Kecskemét Nézőszám: 5 500 Játékvezető: Veizer Roland (magyar) |

| 13. forduló 2009. október 31. 17:30 |

| Ferencváros  | 0 – 3               | Diósgyőr                                                                |
| ------------ | ------------------- | ----------------------------------------------------------------------- |
| Tóth 62' 52' | (0 – 1) Jegyzőkönyv | Huszák 17' Jeknić 48' Lippai 56' Takács 52' Vukadinović 60' Miličić 62' |

| Albert Flórián Stadion, Budapest Nézőszám: 5 870 Játékvezető: Sulyok Gergely (magyar) |

- A 68. percben nézőtéri rendbontás miatt, 1–3-as állásnál félbeszakadt a találkozó. 3–0-val a Diósgyőr szerezte meg a három bajnoki pontot. Érvényben maradt Tóth Bence gólja.

| 14. forduló 2009. november 7. 17:30 |

| Lombard Pápa | 0 – 1               | Ferencváros        |
| ------------ | ------------------- | ------------------ |
| Farkas 90+4' | (0 – 0) Jegyzőkönyv | Wolfe 71' Rósa 83' |

| Perutz Stadion, Pápa Nézőszám: 5 000 Játékvezető: Arany Tamás (magyar) |

| 15. forduló 2009. november 13. 19:00 |

| Ferencváros                          | 0 – 0               | Budapest Honvéd                 |
| ------------------------------------ | ------------------- | ------------------------------- |
| Morrison 23' Kulcsár 61' Lipcsei 72' | (0 – 0) Jegyzőkönyv | Horváth 48' Nagy 59' Vukmir 88' |

| Albert Flórián Stadion, Budapest Nézőszám: 0 Játékvezető: Solymosi Péter (magyar) |

- A mérkőzést a Magyar Labdarúgó-szövetség (MLSZ) döntésének értelmében zárt kapuk mögött rendezték.

#### Tavaszi fordulók
| 16. forduló 2010. február 27. 15:00 |

| Ferencváros                                                   | 2 – 1               | Haladás                 |
| ------------------------------------------------------------- | ------------------- | ----------------------- |
| Ferenczi 45' (11-esből) Elding 88' Stockley 36' Csizmadia 65' | (1 – 1) Jegyzőkönyv | Halmosi 31' Guzmics 16' |

| Albert Flórián Stadion, Budapest Nézőszám: 0 Játékvezető: Andó-Szabó Sándor (magyar) |

- A mérkőzést a Magyar Labdarúgó-szövetség (MLSZ) döntésének értelmében zárt kapuk mögött rendezték.

| 17. forduló 2010. március 6. 15:00 |

| Zalaegerszegi TE                                                                  | 3 – 3               | Ferencváros                                                                             |
| --------------------------------------------------------------------------------- | ------------------- | --------------------------------------------------------------------------------------- |
| Pavićević 54' 61' Illés 81' Miljatovič 87' Todorović 18' Bogunović 70' Kamber 79' | (0 – 2) Jegyzőkönyv | Elding 1' 38' Todorović 47' (öngól) Doherty 11' Dragóner 56′ Csizmadia 61' Morrison 71′ |

| ZTE Aréna, Zalaegerszeg Nézőszám: 6 000 Játékvezető: Szabó Zsolt (magyar) |

| 18. forduló 2010. március 12. 19:00 |

| Ferencváros                      | 0 – 0               | Nyíregyháza Spartacus             |
| -------------------------------- | ------------------- | --------------------------------- |
| Tutorić 67' Abdi 84' Doherty 86' | (0 – 0) Jegyzőkönyv | Abdelali 59' Honma 86' Nánási 92′ |

| Albert Flórián Stadion, Budapest Nézőszám: 3 000 Játékvezető: Kassai Viktor (magyar) |

| 19. forduló 2010. március 20. 17:30 |

| Paksi FC                             | 1 – 2               | Ferencváros                                                                    |
| ------------------------------------ | ------------------- | ------------------------------------------------------------------------------ |
| Vayer 41' 41' Lisztes 37' Kiss 90+2' | (1 – 1) Jegyzőkönyv | Elding 34' Ferenczi 50' Kulcsár 20' Tóth 49' Tutorić 75' Doherty 80' Wolfe 85' |

| Fehérvári úti stadion, Paks Nézőszám: 6 000 Játékvezető: Solymosi Péter (magyar) |

| 20. forduló 2010. március 28. 17:30 |

| Ferencváros                                        | 1 – 1               | Vasas                                                                                                |
| -------------------------------------------------- | ------------------- | --- |
| Elding 83' 70' Tóth 38' Csizmadia 55' Ferenczi 79' | (0 – 0) Jegyzőkönyv | ben Únesz 73' (11-esből) 90' Velazquez Mendoza 10' Mileusnić 36' Dobrić 44' Pavičević 79' Hrepka 79' |

| Albert Flórián Stadion, Budapest Nézőszám: 3 300 Játékvezető: Kiss Norbert (magyar) |

| 21. forduló 2010. április 3. 17:30 |

| Ferencváros           | 0 – 0               | Kaposvári Rákóczi                 |
| --------------------- | ------------------- | --------------------------------- |
| Doherty 15' Wolfe 53' | (0 – 0) Jegyzőkönyv | Maróti 52' Grúz 90+1' Gujić 90+3' |

| Albert Flórián Stadion, Budapest Nézőszám: 2 000 Játékvezető: Berger József (magyar) |

| 22. forduló 2010. április 10. 17:30 |

| MTK Budapest                             | 1 – 1               | Ferencváros                           |
| ---------------------------------------- | ------------------- | ------------------------------------- |
| Szatmári 57' 57' Szekeres 55' Pintér 60' | (0 – 1) Jegyzőkönyv | Elding 26' 26' Adnán 74' Stockley 81' |

| Hidegkuti Nándor Stadion, Budapest Nézőszám: 2 500 Játékvezető: Bede Ferenc (magyar) |

| 23. forduló 2010. április 16. 19:00 |

| Ferencváros                                        | 1 – 0               | Debreceni VSC                       |
| -------------------------------------------------- | ------------------- | ----------------------------------- |
| Tóth 69' 71' Elding 11' Csizmadia 20' Dragóner 32' | (0 – 0) Jegyzőkönyv | Szélesi 12' Laczkó 57' Feczesin 74' |

| Albert Flórián Stadion, Budapest Nézőszám: 4 750 Játékvezető: Fábián Mihály (magyar) |

| 24. forduló 2010. április 24. 17:30 |

| Videoton   | 0 – 0               | Ferencváros                       |
| ---------- | ------------------- | --------------------------------- |
| Lipták 88' | (0 – 0) Jegyzőkönyv | Doherty 45' Rósa 86' Morrison 88' |

| Sóstói Stadion, Székesfehérvár Nézőszám: 9 000 Játékvezető: Bede Ferenc (magyar) |

| 25. forduló 2010. április 30. 19:00 |

| Ferencváros                           | 0 – 1               | Újpest                              |
| ------------------------------------- | ------------------- | ----------------------------------- |
| Csizmadia 50' Elding 74' Ferenczi 89' | (0 – 1) Jegyzőkönyv | Kabát 35' Vasiljević 45' Takács 69' |

| Albert Flórián Stadion, Budapest Nézőszám: 9 000 Játékvezető: Kassai Viktor (magyar) |

| 26. forduló 2010. május 4. 20:00 |

| Győri ETO                                    | 2 – 1               | Ferencváros                                      |
| -------------------------------------------- | ------------------- | ------------------------------------------------ |
| Tokody 6' 90′ Kink 11' Fehér 8' Đorđević 31' | (2 – 0) Jegyzőkönyv | Abdi 84' Tutorić 18' Doherty 43' Alcántara 90+2' |

| ETO Park, Győr Nézőszám: 3 600 Játékvezető: Solymosi Péter (magyar) |

| 27. forduló 2010. május 8. 15:00 |

| Ferencváros                                                                       | 3 – 2               | Kecskeméti TE                     |
| --------------------------------------------------------------------------------- | ------------------- | --------------------------------- |
| Ferenczi 3' (11-esből) 90' Elding 13' Morrison 35' Stockley 16' Abdi 53' Rósa 79′ | (3 – 0) Jegyzőkönyv | Montvai 51' Csordás 75' Čukić 65' |

| Albert Flórián Stadion, Budapest Nézőszám: 2 500 Játékvezető: Fábián Mihály (magyar) |

| 28. forduló 2010. május 15. 15:00 |

| Diósgyőr                         | 0 – 1               | Ferencváros                                              |
| -------------------------------- | ------------------- | -------------------------------------------------------- |
| Balajti 29' Takács 39' Illés 63′ | (0 – 0) Jegyzőkönyv | Tutorić 49' 42' Morrison 35' Abdi 39' Adnán 57' Tóth 78′ |

| DVTK-stadion, Miskolc Nézőszám: 2 500 Játékvezető: Takács János (magyar) |

| 29. forduló 2010. május 18. 18:00 |

| Ferencváros                     | 2 – 0               | Lombard Pápa |
| ------------------------------- | ------------------- | ------------ |
| Elding 42' Gárdos 76' Wolfe 75' | (1 – 0) Jegyzőkönyv | Venczel 31'  |

| Albert Flórián Stadion, Budapest Nézőszám: 3 000 Játékvezető: Németh Ádám (magyar) |

| 30. forduló 2010. május 22. 17:30 |

| Budapest Honvéd                               | 2 – 0               | Ferencváros                                      |
| --------------------------------------------- | ------------------- | ------------------------------------------------ |
| Coira 51' Vaccaro 79' Moreira 10' Zsolnai 83' | (0 – 0) Jegyzőkönyv | Lipcsei 30' Stockley 51' Csizmadia 53' Balog 87' |

| Bozsik József Stadion, Budapest Nézőszám: 3 000 Játékvezető: Veizer Roland (magyar) |

#### Végeredmény
| #   | Csapat                    | M  | GY | D  | V  | G+ – G– | GK  | P  | Megjegyzések                                   |
| --- | ------------------------- | -- | -- | -- | -- | ------- | --- | -- | ---------------------------------------------- |
| 1.  | Debreceni VSCCV (B, KGY)  | 30 | 20 | 2  | 8  | 63–37   | +26 | 62 | 2010–2011-es Bajnokok Ligája – 2. selejtezőkör |
| 2.  | Videoton (I)              | 30 | 18 | 7  | 5  | 59–31   | +28 | 61 | 2010–2011-es Európa-liga – 2. selejtezőkör     |
| 3.  | Győri ETO (I)             | 30 | 15 | 12 | 3  | 38–18   | +20 | 57 | 2010–2011-es Európa-liga – 1. selejtezőkör     |
| 4.  | Újpest                    | 30 | 17 | 4  | 9  | 49–39   | +10 | 55 |                                                |
| 5.  | Zalaegerszegi TE (I)      | 30 | 15 | 8  | 7  | 59–45   | +14 | 53 | 2010–2011-es Európa-liga – 1. selejtezőkör     |
| 6.  | MTK Budapest              | 30 | 12 | 7  | 11 | 52–41   | +11 | 43 |                                                |
| 7.  | FerencvárosÚ              | 30 | 10 | 11 | 9  | 34–35   | −1  | 41 |                                                |
| 8.  | Haladás                   | 30 | 10 | 9  | 11 | 46–49   | −3  | 39 |                                                |
| 9.  | Budapest HonvédK          | 30 | 9  | 11 | 10 | 38–35   | +3  | 38 |                                                |
| 10. | Kecskeméti TE             | 30 | 10 | 7  | 13 | 50–56   | −6  | 37 |                                                |
| 11. | Lombard PápaÚ             | 30 | 10 | 5  | 15 | 39–50   | −11 | 35 |                                                |
| 12. | Kaposvári Rákóczi         | 30 | 8  | 8  | 14 | 38–50   | −12 | 32 |                                                |
| 13. | Vasas                     | 30 | 8  | 7  | 15 | 39–61   | −22 | 31 |                                                |
| 14. | Paksi FC                  | 30 | 7  | 10 | 13 | 31–44   | −13 | 31 |                                                |
| 15. | Nyíregyháza Spartacus (K) | 30 | 6  | 9  | 15 | 41–60   | −19 | 27 | NB II                                          |
| 16. | Diósgyőr (K)              | 30 | 4  | 5  | 21 | 31–56   | −25 | 17 | NB II                                          |

Forrás: MLSZ adatbank 
A rangsorolás alapszabályai: 1. összpontszám, 2. győzelmek száma, 3. gólkülönbség, 4. szerzett gólok száma, 5. egymás elleni eredmények összpontszáma,  6. egymás elleni eredmények gólkülönbsége, 7. egymás elleni eredmények szerzett góljainak száma, 8. egymás elleni eredmények idegenben szerzett góljainak száma.
Mivel a bajnok Debreceni VSC nyerte 2009–2010-es magyar kupát, így a bajnoki ezüstérmes Videoton a 2010–2011-es Európa-liga 2. selejtezőkörében, míg a kupadöntőt elbukó Zalaegerszegi TE és a Győri ETO a 2010–2011-es Európa-liga 1. selejtezőkörében jogosult indulni.
(B): Bajnokcsapat, (K): Kieső csapat, (F): Feljutó csapat, (I): Kupainduló, (R): A rájátszás győztese, (KGY): Kupagyőztes

#### Helyezések fordulónként
| Forduló  | 1 | 2  | 3 | 4 | 5  | 6  | 7  | 8 | 9  | 10 | 11 | 12 | 13 | 14 | 15 | 16 | 17 | 18 | 19 | 20 | 21 | 22 | 23 | 24 | 25 | 26 | 27 | 28 | 29 | 30 |
| -------- | - | -- | - | - | -- | -- | -- | - | -- | -- | -- | -- | -- | -- | -- | -- | -- | -- | -- | -- | -- | -- | -- | -- | -- | -- | -- | -- | -- | -- |
| Helyszín | I | O  | I | O | I  | I  | O  | I | O  | I  | O  | I  | O  | I  | O  | O  | I  | O  | I  | O  | O  | I  | O  | I  | O  | I  | O  | I  | O  | I  |
| Eredmény | D | GY | V | D | V  | D  | GY | V | D  | V  | GY | V  | V  | GY | D  | GY | D  | D  | GY | D  | D  | D  | GY | D  | V  | V  | GY | GY | GY | V  |
| Helyezés | 7 | 3  | 7 | 9 | 13 | 14 | 9  | 9 | 11 | 12 | 10 | 11 | 12 | 11 | 11 | 9  | 9  | 9  | 9  | 9  | 9  | 9  | 8  | 7  | 8  | 8  | 7  | 7  | 6  | 7  |

Helyszín: O = Otthon; I = Idegenben. Eredmény: GY = Győzelem; D = Döntetlen; V = Vereség.

#### Az eredmények összesítése
Az alábbi táblázatban összesítve szerepelnek a Ferencvárosi TC 2009/10-es bajnokságban elért eredményei.
| Ősz/tavasz (forduló)    | Otthon | Otthon | Otthon | Otthon | Otthon | Otthon | Otthon | Idegenben | Idegenben | Idegenben | Idegenben | Idegenben | Idegenben | Idegenben |
| Ősz/tavasz (forduló)    | M      | GY     | D      | V      | LG–KG  | GK     | P      | M         | GY        | D         | V         | LG–KG     | GK        | P         |
| ----------------------- | ------ | ------ | ------ | ------ | ------ | ------ | ------ | --------- | --------- | --------- | --------- | --------- | --------- | --------- |
| Őszi szezon (1–15.)     | 7      | 3      | 3      | 1      | 10–8   | +2     | 12     | 8         | 1         | 2         | 5         | 7–13      | -6        | 5         |
| Tavaszi szezon (16–30.) | 8      | 4      | 3      | 1      | 9–5    | +4     | 15     | 7         | 2         | 3         | 2         | 8–9       | -1        | 9         |
| Összesen (1–30.)        | 15     | 7      | 6      | 2      | 19–13  | +6     | 27     | 15        | 3         | 5         | 7         | 15–22     | -7        | 14        |

#### A csapat gólszerzői
A táblázatban csak a bajnokságban szerzett gólok vannak feltüntetve.
| Név              | Gól |
| ---------------- | --- |
| Anthony Elding   | 8   |
| Ferenczi István  | 8   |
| Pölöskey Péter   | 2   |
| Rósa Dénes       | 2   |
| Tóth Bence       | 2   |
| Rafe Wolfe       | 2   |
| Paul Shaw        | 1   |
| Dragóner Attila  | 1   |
| Sam Wedgbury     | 1   |
| James Ashmore    | 1   |
| Joaquín Martínez | 1   |
| Fitos László     | 1   |
| Liban Abdi       | 1   |
| Jason Morrison   | 1   |
| Đorđe Tutorić    | 1   |
| Gárdos András    | 1   |

### Magyar kupa
3. forduló
| 2009. szeptember 16. 19:00 |

| MTK Budapest II.                                    | 2 – 0               | Ferencváros |
| --------------------------------------------------- | ------------------- | ----------- |
| Nagy 49' Molnár 75' Gál 55' Nikházi 64' Ladányi 78' | (0 – 0) Jegyzőkönyv | Wolfe 72'   |

| Hidegkuti Nándor Stadion, Budapest Nézőszám: 800 Játékvezető: Erdős József (magyar) |

### Ligakupa

#### Csoportkör (A csoport)
| 1. forduló 2009. július 22. 17:30 |

| Kecskeméti TE                               | 0 – 3               | Ferencváros                                 |
| ------------------------------------------- | ------------------- | ------------------------------------------- |
| Iulian-Petrut 24' Urbán 48' Alempijević 58' | (0 – 2) Jegyzőkönyv | Dragóner 3' 31' Ferenczi 54' 61' Lowton 87' |

| Széktói Stadion, Kecskemét Nézőszám: 700 Játékvezető: Veizer Roland (magyar) |

| 2. forduló 2009. július 29. 19:00 |

| Ferencváros                     | 2 – 0               | Diósgyőr              |
| ------------------------------- | ------------------- | --------------------- |
| Ferenczi 50' 67' 72' Lowton 87' | (0 – 0) Jegyzőkönyv | Kállai 72' Bokros 81' |

| Albert Flórián Stadion, Budapest Nézőszám: 2 000 Játékvezető: Sulyok Gergely (magyar) |

| 3. forduló 2009. augusztus 4. 18:00 |

| Ferencváros                                  | 4 – 0               | Nyíregyháza Spartacus |
| -------------------------------------------- | ------------------- | --------------------- |
| Pisanjuk 11' 29' Rósa 20' 32' 35' Vattai 57' | (4 – 0) Jegyzőkönyv | Szilágyi 44'          |

| Albert Flórián Stadion, Budapest Nézőszám: 2 500 Játékvezető: Fábián Mihály (magyar) |

| 4. forduló 2009. augusztus 19. 19:00 |

| MTK Budapest | 0 – 1               | Ferencváros                        |
| ------------ | ------------------- | ---------------------------------- |
| Gál 55'      | (0 – 0) Jegyzőkönyv | Tóth 72' 41' Sinnott 56' Fülöp 90' |

| Hidegkuti Nándor Stadion, Budapest Nézőszám: 200 Játékvezető: Bognár Tamás (magyar) |

| 5. forduló 2009. augusztus 11. 18:00 |

| Ferencváros           | 2 – 1               | Vasas SC             |
| --------------------- | ------------------- | -------------------- |
| Pisanjuk 13' Rósa 36' | (2 – 0) Jegyzőkönyv | Marton 72' Bakos 48' |

| Albert Flórián Stadion, Budapest Nézőszám: 1 500 Játékvezető: Takács János (magyar) |

| 6. forduló 2009. szeptember 23. 18:00 |

| Ferencváros                                   | 4 – 2               | Kecskeméti TE                                |
| --------------------------------------------- | ------------------- | -------------------------------------------- |
| Mamić 11' 50' Pisanjuk 23' Adnán 30' Sváb 43' | (3 – 2) Jegyzőkönyv | Veselič 9' Rakić 45' Gyagya 36' Tölgyesi 63' |

| Albert Flórián Stadion, Budapest Nézőszám: 1 000 Játékvezető: Bognár Tamás (magyar) |

| 7. forduló 2009. november 4. 17:30 |

| Diósgyőr                 | 3 – 0               | Ferencváros |
| ------------------------ | ------------------- | ----------- |
| Szabó 16' Apostu 33' 53' | (2 – 0) Jegyzőkönyv | Vass 39'    |

| DVTK-stadion, Miskolc Nézőszám: 400 Játékvezető: Farkas Ádám (magyar) |

- Az ugyanezen a napon 19:00-kor rendezett bajnoki találkozó miatt Miskolcra csak egy tartalékcsapat utazott el a Ferencváros részéről.

| 8. forduló 2009. november 11. 18:00 |

| Nyíregyháza Spartacus | 3 – 4               | Ferencváros                                                             |
| --------------------- | ------------------- | ----------------------------------------------------------------------- |
| Bugerra 36' 42' 45'   | (3 – 2) Jegyzőkönyv | Takács 9' Ashmore 22' Nyilasi 50' Pisanjuk 56' Holczer 44' Pölöskey 45' |

| Nyíregyháza Városi Stadion, Nyíregyháza Nézőszám: 300 Játékvezető: Nagy Róbert (magyar) |

| 9. forduló 2009. november 28. 15:00 |

| Ferencváros                         | 1 – 3               | MTK Budapest                                      |
| ----------------------------------- | ------------------- | ------------------------------------------------- |
| Kulcsár 17' Vattai 47' Dragóner 85' | (1 – 2) Jegyzőkönyv | Zsidai 11' Gosztonyi 41' (11-esből) Busai 83' 53' |

| Albert Flórián Stadion, Budapest Nézőszám: 0 Játékvezető: Böcskei András (magyar) |

- A stadion biztonsági hiányosságai miatt üres lelátók előtt rendezték a mérkőzést.[16]

| 10. forduló 2009. november 25. 18:00 |

| Vasas SC                                            | 3 – 0               | Ferencváros                |
| --------------------------------------------------- | ------------------- | -------------------------- |
| Mundi 7' Divić 71' Szűcs 81' Dobrić 59' Imrik 90+2' | (1 – 0) Jegyzőkönyv | Dragóner 31' Lipcsei 90+1' |

| Illovszky Rudolf Stadion, Budapest Nézőszám: 300 Játékvezető: Kovács J. Zoltán (magyar) |

#### Az A csoport végeredménye
| Színmagyarázat | Színmagyarázat                                                 |
| -------------- | -------------------------------------------------------------- |
|                | A csoportelső és csoportmásodik bejutott a középdöntőbe.       |
|                | A csoport többi helyezettje nem folytathatta a kupaszereplést. |

| Csapat                | M  | Gy | D | V | G+ | G– | Gk  | P  |
| --------------------- | -- | -- | - | - | -- | -- | --- | -- |
| Ferencváros           | 10 | 7  | 0 | 3 | 21 | 15 | +6  | 21 |
| Nyíregyháza Spartacus | 10 | 5  | 2 | 3 | 28 | 13 | +15 | 17 |
| Vasas SC              | 10 | 5  | 0 | 5 | 21 | 23 | –2  | 15 |
| MTK Budapest FC       | 10 | 3  | 4 | 3 | 15 | 16 | –1  | 13 |
| Kecskeméti TE         | 10 | 3  | 3 | 4 | 16 | 21 | –5  | 12 |
| Diósgyőri VTK         | 10 | 2  | 1 | 7 | 13 | 26 | –13 | 7  |

#### Középdöntő (B csoport)
| 1. forduló 2010. március 23. 20:00 |

| Haladás                                                                                          | 4 – 1               | Ferencváros                                   |
| ------------------------------------------------------------------------------------------------ | ------------------- | --------------------------------------------- |
| Kenesei 44' Simon 53' Irhás 66' Skriba 79' Kuttor 20' Lattenstein 42' Paternotte 64' Szakály 87' | (1 – 0) Jegyzőkönyv | Lipcsei 65' (11-esből) Adnán 82' Martínez 88′ |

| Rohonci úti stadion, Szombathely Nézőszám: 300 Játékvezető: Szilasi Szabolcs (magyar) |

- Elhalasztott mérkőzés.

| 2. forduló 2010. április 20. 19:00 |

| Ferencváros | 0 – 0               | Újpest              |
| ----------- | ------------------- | ------------------- |
|             | (0 – 0) Jegyzőkönyv | Electo 33' Kiss 77' |

| Albert Flórián Stadion, Budapest Nézőszám: 500 Játékvezető: Takács János (magyar) |

- Elhalasztott mérkőzés.

| 3. forduló 2010. március 9. 18:00 |

| Paksi FC                                  | 1 – 1               | Ferencváros                                                   |
| ----------------------------------------- | ------------------- | ------------------------------------------------------------- |
| Böde 65' Lisztes 34' Gévay 38' Tamási 49' | (0 – 0) Jegyzőkönyv | Tóth 63' Wolfe 27' Abdi 35' Morrison 44′ Vass 59' Haber 90+1' |

| Fehérvári úti stadion, Paks Nézőszám: 700 Játékvezető: Iványi Zoltán (magyar) |

| 4. forduló 2010. március 16. 19:00 |

| Ferencváros                   | 1 – 1               | Haladás              |
| ----------------------------- | ------------------- | -------------------- |
| Wolfe 39' Gárdos 82' Sváb 87' | (1 – 0) Jegyzőkönyv | Iszlai 90' Diouf 67' |

| Albert Flórián Stadion, Budapest Nézőszám: 200 Játékvezető: Takács János (magyar) |

| 5. forduló 2010. március 31. 18:00 |

| Újpest     | 0 – 1               | Ferencváros                                 |
| ---------- | ------------------- | ------------------------------------------- |
| Stokes 68' | (0 – 0) Jegyzőkönyv | Tóth 55' Wolfe 38' Sváb 87' Csizmadia 90+3' |

| Szusza Ferenc Stadion, Budapest Nézőszám: 400 Játékvezető: Farkas Ádám (magyar) |

| 6. forduló 2010. április 6. 18:00 |

| Ferencváros                                             | 1 – 2               | Paksi FC                      |
| ------------------------------------------------------- | ------------------- | ----------------------------- |
| Shaw 74' Alcántara 28' Tóth 56' Haber 90+2' Wolfe 90+3' | (0 – 0) Jegyzőkönyv | Bartha 47' Kiss 54' Gévay 78' |

| Albert Flórián Stadion, Budapest Nézőszám: 500 Játékvezető: Németh Ádám (magyar) |

#### A B csoport végeredménye
| Színmagyarázat | Színmagyarázat                                                 |
| -------------- | -------------------------------------------------------------- |
|                | A csoportelső bejutott a döntőbe.                              |
|                | A csoport többi helyezettje nem folytathatta a kupaszereplést. |

| Csapat      | M | Gy | D | V | G+ | G– | Gk | P  |
| ----------- | - | -- | - | - | -- | -- | -- | -- |
| Paksi FC    | 6 | 3  | 3 | 0 | 9  | 6  | +3 | 12 |
| Haladás     | 6 | 1  | 3 | 2 | 9  | 9  | 0  | 6  |
| Újpest      | 6 | 1  | 3 | 2 | 6  | 6  | 0  | 6  |
| Ferencváros | 6 | 1  | 3 | 2 | 5  | 8  | –3 | 6  |